# Horní Bojanovice
Horní Bojanovice är en ort i Tjeckien.   Den ligger i regionen Södra Mähren, i den sydöstra delen av landet, 210 km sydost om huvudstaden Prag. Horní Bojanovice ligger 231 meter över havet och antalet invånare är 598.
Terrängen runt Horní Bojanovice är huvudsakligen platt, men åt nordväst är den kuperad. Terrängen runt Horní Bojanovice sluttar söderut. Runt Horní Bojanovice är det ganska tätbefolkat, med 139 invånare per kvadratkilometer. Närmaste större samhälle är Hustopeče, 4,7 km väster om Horní Bojanovice. Trakten runt Horní Bojanovice består till största delen av jordbruksmark.